# Transmorphers 2: Kriegsbestien-Mech
Transmorphers 2: Kriegsbestien-Mech (Originaltitel Transmorphers: Mech Beasts) ist ein US-amerikanischer Science-Fiction-Film aus dem Jahr 2023 von Michael Su, der auch für die Kamera verantwortlich war. Als Hauptdarsteller wird Tom Arnold geführt.

## Handlung
Der Film beginnt mit einer Zusammenfassung der Ereignisse aus Transmorphers. Außerdem wird der Zuschauer durch eine Off-Screen-Stimme darüber aufgeklärt, dass in den besiegten Transmorphers außerirdische Nanobots enthalten waren, die nur auf den richtigen Zeitpunkt warten, zu erwachen.
Gegenwart im Jahr 2324: In der New Los Angeles Power Station wird ein Firewall-Verstoß entdeckt. Leider handelt es sich nicht um einen normalen Virusbefall der Maschinen. Befallene Generatoren verwandeln sich in mechanische Löwen, die aus ihrer Schnauze Laserstrahlen verschießen können. Daher eskaliert auch im Hauptquartier die Situation und die föllig überforderten Techniker und die Wissenschaftsabteilung machen sich gegenseitig Vorwürfe, ohne die Lage wieder in den Griff zu bekommen. Mark und Agnes entdecken einen Bunker voller Waffen. Diese stammten aus der Zeit der ersten Transmorphers-Invasion. Im Bunker haben außerdem die Teenager Trevor und Reena sowie Colonel Wilks Schutz gesucht und schließen sich Mark und Agnes an, um die erneute Bedrohung abzuwenden. 

## Hintergrund
Es handelt sich um einen Mockbuster zu Transformers: Aufstieg der Bestien aus demselben Jahr.
Der Film baut lose auf der Handlung von Transmorphers aus dem Jahr 2007 auf und vernachlässigt fast komplett dessen eigentliche Fortsetzung Transmorphers 3 – Der dunkle Mond aus dem Jahr 2009.

### Veröffentlichung
Er startete am 30. Juni 2023 in den USA als Video-on-Demand.

## Rezeption
Jim Morazzini kritisiert auf seiner Filmkritik in Voice from the Balcony die von The Asylum bekannten langen und zähen Dialoge, die meistens „Sammlungen technischer Begriffe, die keinen Sinn ergeben, oder Geschichten über den Krieg, die häufig von Schauspielern erzählt werden, die viel zu jung aussehen“ bestehen. Gelobt werden aber die Dialoge von Tom Arnold, die immerhin Humor haben. Er bemängelt, dass meistens irgendwelche Personen in willkürlichen Räumen „herumstehen und über den Anschlag reden“. Er lobt die Filmeffekte und geht sogar so weit zu behaupten, dass diese „zu den besten gehören, die er je in einem Film aus The Asylum gesehen habe, und die für Low-Budget-Filme im Allgemeinen gut sind“. Er bemängelt, dass der Film technisch als auch inhaltlich ab der letzten halben Stunde deutlich an Qualität verliert. Trotz eines guten Regisseurs und Effekte, die ausnahmsweise einmal auf den Punkt gebracht waren, vergibt er final nur zwei von fünf Sternen.
Auf Rotten Tomatoes hat der Film aufgrund zu geringer Bewertungen noch keine Wertung erhalten. In der Internet Movie Database hat der Film bei über 200 Stimmenabgaben eine Wertung von 2,5 von 10,0 möglichen Sternen.